# گریفتون (کارولینای شمالی)
گریفتون (به انگلیسی: Grifton) شهری در ایالت کارولینای شمالی کشور ایالات متحده آمریکا است که جمعیت آن در سرشماری سال ۲۰۱۰ میلادی، ۲٬۶۱۷ نفر بوده‌است.